# Waldo Frank
Pour les articles homonymes, voir Frank.
Waldo David Frank, né le 25 août 1889 à Long Branch et mort le 9 janvier 1967 à White Plains est un romancier, historien, militant politique et critique littéraire américain. Il a beaucoup écrit pour The New Yorker et The New Republic dans les années 1920 et 1930. Frank est surtout connu pour ses études sur la littérature et la culture espagnole et latino-américaine et son travail est considéré comme un pont intellectuel entre les deux continents.
Militant politique radical pendant les années de la Grande Dépression, Frank prononce un discours lors du premier congrès de la Ligue des écrivains américains et fut le premier président de cette organisation. Frank rompt avec le Parti communiste des États-Unis d'Amérique en 1937 en raison de son traitement du dirigeant soviétique en exil Léon Trotsky, que Frank rencontre au Mexique en janvier de la même année.

## Biographie

### Premières années
Waldo Frank nait à Long Branch, dans le New Jersey, le 25 août 1889, pendant les vacances d'été de sa famille. Il est le plus jeune des quatre enfants de Julius J. Frank, un avocat prospère de Wall Street employé par la Hamburg-Amerika Line et de sa femme, l'ancienne Helene Rosenberg, originaire du Sud américain et fille d'un forceur de blocus confédéré pendant la guerre de Sécession,.
Le jeune Frank grandit dans l'Upper West Side de New York, où il fréquente le lycée DeWitt Clinton. Il est renvoyé de l'école pour avoir refusé de suivre un cours de Shakespeare, affirmant qu'il en savait plus que le professeur. Il passe un an dans un internat préparatoire à l'université à Lausanne, en Suisse. À son retour aux États-Unis, Frank s'inscrit à l'Université Yale, où il obtient d'abord une licence avant de terminer sa maîtrise en 1911.
Après avoir obtenu son diplôme, Frank travaillé brièvement comme journaliste pour le New York Times avant de partir en 1913 pour Paris. Alors que la Première Guerre mondiale approche, Frank retourne à New York en 1914.
En janvier 1917, Frank épouse Margaret Naumburg, une ancienne élève du philosophe américain John Dewey.

### Carrière littéraire
En 1917, Frank publie son premier roman, The Unwelcome Man. Il porte un regard psychanalytique sur un homme envisageant le suicide. Le roman s'inspire également des idées du transcendantaliste de la Nouvelle-Angleterre Ralph Waldo Emerson et du poète Walt Whitman.
En 1916, Frank devient rédacteur en chef adjoint de The Seven Arts, un journal pacifistes. Parmi les contributeurs figurent Randolph Bourne, Van Wyck Brooks et James Oppenheim, fondateur et rédacteur en chef du magazine.
En 1921, Frank rencontre et se lie d'amitié avec le jeune écrivain Jean Toomer. Il édite le premier roman de Toomer, Cane (1923), une œuvre moderniste combinant poèmes et histoires associées, inspirée de son travail dans le Sud rural en tant que directeur d'école dans une école noire. Toomer devenient ensuite une figure importante de la Renaissance de Harlem. D'origine ethnique multiple, métisse et majoritairement blanche, il résiste à être classé comme écrivain noir et déclare qu'il est avant tout « un Américain ». Ils se sont brouillent et leur amitié prend fin après 1923, en partie à cause d'une liaison entre Toomer et Naumburg. 
Frank devient un contributeur régulier du New Yorker en 1925 sous le pseudonyme de « Search-Light ».

### Activité politique
Frank est un antimilitariste et se déclare objecteur de conscience lors de son service militaire en 1917. Il devient de plus en plus engagé en politique au cours des années 1920, rejoignant le magazine libéral The New Republic en tant que rédacteur en chef en novembre 1925.
En 1929, avec ses collègues écrivains Sherwood Anderson, Theodore Dreiser et d'autres, Frank travaillent pour collecter des fonds pour les travailleurs en grève des usines textiles du Sud. Il fait une tournée en Union soviétique au cours de l'été et du début de l'automne 1931 et revient pour écrire un livre sur ses expériences, Dawn of Russia, publié en 1932. Cette même année, il se rend dans le comté de Harlan, dans le Kentucky, pour soutenir les mineurs de charbon en grève au nom du Comité indépendant de secours aux mineurs.
Au milieu des années 1930, Frank se rapproche du Parti communiste des États-Unis (CPUSA), ce qui a about à sa nomination comme orateur à la séance d'ouverture de la convention de fondation de la Ligue des écrivains américains organisée par les communistes en avril 1935. Il est ensuite élu président de cette organisation.
Lors de l'élection présidentielle américaine de 1936, Frank est actif dans les rangs des groupes professionnels de Browder et Ford, travaillant en soutien au ticket CPUSA. L'engagement de Frank en faveur du Parti communiste lui valent quelques ennuis juridiques mineurs lorsqu'il est arrêté avec le secrétaire général du CPUSA, Earl Browder, alors qu'ils faisaient campagne à Terre Haute, dans l'Indiana, le 30 septembre 1936. 
En janvier 1937, Frank se rend au Mexique pour assister au congrès de la Ligue des artistes et écrivains révolutionnaires. Là, il rencontre Léon Trotsky pour un entretien. Trotsky est considéré par le mouvement communiste mondial dirigé par Joseph Staline comme le chef d'une conspiration visant à saboter et à renverser le gouvernement de l'URSS et la révolution russe. À son retour aux États-Unis, Frank suggère dans une lettre adressée à The New Republic qu'un tribunal international soit établi pour enquêter sur le bien-fondé des accusations portées par les Soviétiques contre Trotsky. Cela provoque une réponse sévère de Earl Browder, qui conduit à une rupture entre Frank et le Parti communiste et à sa dénonciation par Browder lors de la deuxième convention de la Ligue des écrivains américains en juin 1937.
Frank se retire de l'activité politique au cours des années 1950 jusqu'à ce qu'à l'automne 1959. Il visite le Cuba révolutionnaire et accepte temporairement le poste de président du Comité Fair Play for Cuba. Il publie en 1961 son dernier livre, Cuba : l'île prophétique, un récit en faveur de la révolution cubaine.

### Études culturelles hispaniques
Waldo Frank est considéré comme un pont culturel vivant entre l’Amérique du Nord et l’Amérique latine.
Croyant aux valeurs spirituelles hispaniques, Frank se rend en Espagne en 1921. Il publie son étude culturelle, Virgin Spain, en 1926. Il imagine une synthèse organique des deux Amériques : du Nord et du Sud, anglo-hispanique. Il pense que l'Espagne avait réalisé une « synthèse spirituelle de ses religions en guerre » et pouvait être « un exemple de plénitude » pour le Nouveau Monde. Ayant également passé du temps en Espagne, l'écrivain Ernest Hemingway se moqué des idées de Frank dans son livre, Mort dans l'après-midi en 1932.
Le livre de Frank, Rediscovery of America (1929), exprime également certaines de ses idées utopiques. Après que ce livre et d’autres ont moins de succès commercial qu’il ne le pensait, Frank tourne son attention vers la politique. Sa thèse sur les forces spirituelles de l’Amérique latine lui valent un large succès lors de sa tournée dans cette région en 1929. Sa tournée de conférences est organisée par l'Université du Mexique,  ainsi que par l'éditeur argentin Samuel Glusberg et le théoricien culturel et politique péruvien José Carlos Mariátegui. Ce dernier avait publié en série des parties de Rediscovery of America (sans l'autorisation de Frank) dans la revue Amauta.
C'est en Amérique du Sud que l'influence littéraire de Frank est la plus grande. Les personnalités littéraires et politiques latino-américaines voit en Frank une possibilité de coopération avec les États-Unis. La pensée de Frank s'apparente, sous certains aspects, à l'anti-impérialisme de la Génération de 1898, à l'ariélisme de José Enrique Rodó et au mysticisme de José Vasconcelos. Frank est également à l'origine des débuts d'un échange littéraire entre les États-Unis et l'Amérique latine, présentant des auteurs des deux côtés à chaque public. Victoria Ocampo est convaincue par Frank de fonder une revue littéraire en Argentine, qui devint Sur, l'une des revues littéraires les plus importantes d'Amérique latine.
En raison de son accueil réussi en Amérique latine, le Département d'État américain lui demande de faire une tournée en 1942, pour tenter de décourager les alliances avec le gouvernement nazi. Au début, Frank refuse l’offre parce qu’il pensait que le lien avec le gouvernement pourrait ternir sa réputation d'indépendance. Il accepte cependant de contribuer à dénoncer la dérive pro-nazie du gouvernement argentin, qui le déclare persona non grata. Lors de son séjour à Buenos Aires, Frank est même attaqué dans son appartement par six hommes armés en réponse à « certaines opinions qu'il avait exprimées concernant la neutralité argentine » dans la guerre. Il est frappé à coups de pistolet et a reçoit plusieurs coups de pied à la tête. Il subit une « commotion cérébrale d'une gravité considérable ». On pense que l'attaque est le fait de sympathisants pro-nazis qui se sont fait passer pour des détectives vérifiant si les « papiers de Frank étaient en règle ».
S'appuyant sur ses voyages dans la région et ses études continues, Frank publie South American Journey en 1943 et Birth of a World: Simon Bolivar in Terms of His Peoples en 1951.

### Livres
- Chalk Face (1924)
- Virgin Spain: Scenes from the Spiritual Drama of a Great People (1926)
- The Rediscovery of America. An Introduction to a Philosophy of American Life (1929)
- Primer mensaje a la América Hispana, (1929) published in Revista de Occidente, (Madrid, 1930)
- South of Us (published in Spanish as América Hispana) (1931)
- Dawn in Russia: The Record of a Journey (1932)
- The Death and Birth of David Markand (1934)
- The Bridegroom Cometh (1938)
- Chart for Rough Water (1940)
- Summer Never Ends (1941)
- The Jew In Our Day (1944)
- Island in the Atlantic (1946)
- The Invaders (1948)
- Birth of a World: Bolivar in Terms of his Peoples (1951)
- Not Heaven (1953)
- Bridgehead: The Drama of Israel (1957)
- The Rediscovery of Man (1958)
- The Prophetic Island: A Portrait of Cuba (1961)
- In the American Jungle, 1925–1936 (1968), collected essays
- Memoirs (1973)